# Boris Tschirky
Boris Tschirky (* 1965) ist ein Schweizer Politiker der Christlichdemokratischen Volkspartei (CVP).

## Leben und Wirken
Tschirky studierte bis 1994 an der Universität Zürich Geschichte, Staatsrecht und Volkswirtschaft und erlangte ein Diplom. 1994 wurde er stellvertretender Chefredaktor der Rheintalischen Volkszeitung. Ab 1998 arbeitete er in verschiedenen Stellen im Bereich der Regional- und Standortförderung. Von 2000 bis 2004 war er im Amt für Wirtschaft des Kantons St. Gallen für Standortpromotion und Standortmanagement zuständig. Von 2008 bis 2012 führte er als Tourismusdirektor das KMU St. Gallen-Bodensee Tourismus. Bei der Wahl zum Kantonsrat St. Gallen 2012 scheiterte er. Am 1. Januar 2013 wurde er Gemeindepräsident von Gaiserwald. Im Februar 2016 gewann Tschirky bei der Wahl zum Kantonsrat ein Mandat. Zudem wurde er wenige Monate zuvor zum Präsidenten der Vereinigung St. Galler Gemeindepräsidentinnen und -präsidenten gewählt. Im September 2017 war er einer der Kandidaten für den Stadtrat St. Gallen. Im ersten Wahlgang verpasste er dabei die absolute Mehrheit. Im Oktober gab die konkurrierende SVP bekannt, ihn bei der Stichwahl unterstützen zu wollen, und zog den eigenen Kandidaten, Stadtparlementarier Jürg Brunner zurück.
Im zweiten Wahlgang vom Sonntag vom 26. November 2017 kassierte der Gemeindepräsident von Gaiserwald eine deutliche Niederlage. Auf die Kandidatin der GLP, Sonja Lüthi, fielen 10'096 Stimmen. Boris Tschirky erzielte lediglich  6966 Stimmen.
Tschirky ist seit 1994 verheiratet mit Beatrice Maria Anna Mannhart von Altstädten und hat mit seiner Ehefrau zwei Kinder. Seit 1982 ist er in seiner Freizeit in Kriessern und Montlingen als Kirchenorganist tätig. Von 1988 bis 1991 war Tschirky Vizepräsident und von 1992 bis 2007 Präsident des Kirchenverwaltungsrates Kriessern. Zeitgleich vertrat er von 1996 bis 2007 die Kirchgemeinde Kriessern im Katholischen Kollegium des Kantons St. Gallen.